# Amidoschwarz 10 B
Amidoschwarz 10 B (systematische Bezeichnung nach Colour Index Acid Black 1) ist ein Bisazofarbstoff aus der anwendungstechnischen Gruppe der Säurefarbstoffe. Er findet in der biochemischen Forschung Verwendung.

## Darstellung
Die Synthese von Amidoschwarz 10 B erfolgt durch eine zweifache Azokupplung auf H-Säure als Kupplungskomponente. Zunächst wird bei niedrigem pH-Wert diazotiertes 4-Nitroanilin mit H-Säure zu einem roten Monoazofarbstoff umgesetzt (saure Kupplung). Die Kupplung des Monoazofarbstoffs mit diazotiertem Anilin bei hohem pH-Wert ergibt das Endprodukt (alkalische Kupplung).

## Verwendung
Amidoschwarz 10 B wird in forensischen Untersuchungen benutzt, um Blut auf möglichen Fingerabdrücken zu finden. Die Blutproteine werden dabei blau-schwarz angefärbt. In einer Variante der Van-Gieson-Färbung wird es mit Pikrinsäure benutzt, um Kollagen und Retikulum anzufärben. Weitere Anwendungen hat der Farbstoff in der Elektrophorese.
Die Färbung von Wolle mit Amidoschwarz 10 B ergibt einen blau-schwarzen Farbton mit sehr guten Lichtechtheiten, aber moderaten Nassechtheiten. Der Farbstoff darf zur Herstellung von kosmetischen Mitteln verwendet werden, die nur kurzzeitig mit der Haut in Berührung kommen.